# جایزه بزرگ سان مارینو ۱۹۹۴
جایزه بزرگ سان مارینو ۱۹۹۴ (به انگلیسی: 1994 San Marino Grand Prix) سومین مرحله از فصل ۱۹۹۴ مسابقات جهانی فرمول یک بود که در تاریخ ۱ مه ۱۹۹۴ در پیست ایمولا واقع در شهر ایمولا، ایتالیا برگزار شد. این مسابقه به‌دلیل وقوع دو مرگ دلخراش در جریان آخر هفتهٔ مسابقه – مرگ رولاند راتزنبرگر در مرحلهٔ تعیین خط و آیرتون سنا در جریان مسابقه – یکی از تاریک‌ترین و تأثیرگذارترین لحظات در تاریخ فرمول یک به‌شمار می‌رود.

## مشخصات مسابقه
- تاریخ: ۱ مه ۱۹۹۴
- پیست: اتودرومو انزو دینو فراری، ایمولا، ایتالیا
- طول پیست: ۵٫۰۴۰ کیلومتر
- مسافت کل: ۵۸ دور، ۳۰۲٫۳۲ کیلومتر
- شرایط آب‌وهوا: آفتابی و خشک

## پیش‌زمینه
در فصل ۱۹۹۴، با حذف سیستم‌های الکترونیکی کمکی مانند کنترل کشش، تعلیق فعال و ترمز ضد قفل، خودروها کنترل‌پذیری کمتری نسبت به فصل‌های قبل داشتند. این موضوع باعث نگرانی دربارهٔ ایمنی رانندگان شده بود. جایزه بزرگ سان مارینو به‌عنوان سومین مسابقه فصل، پس از گرند پری‌های برزیل و اقیانوسیه برگزار می‌شد.

## حوادث آخر هفته مسابقه

### تمرین جمعه
در تمرین روز جمعه، روبنس باریکلو راننده تیم جردن، در پیچ وارینته بسا با شدت به موانع برخورد کرد و پس از پرواز در هوا، بی‌هوش شد. با وجود شدت حادثه، او تنها دچار جراحات خفیف شد و در مسابقه شرکت نکرد.

### تعیین خط - شنبه
در مرحلهٔ تعیین خط روز شنبه، رولاند راتزنبرگر راننده اتریشی تیم سیمتک، به‌دلیل شکست بال جلوی خودرو در پیچ ویلنوو از کنترل خارج شد و با سرعت ۳۱۴ کیلومتر بر ساعت با دیوار برخورد کرد. این تصادف منجر به مرگ او در همان روز شد.

### مسابقه - یکشنبه
در شروع مسابقه، برخورد بین جی‌جی لئتو (بنتون) و پدرو لامی (لوتوس) باعث پرتاب قطعات خودرو به سوی سکوها شد و ۹ تماشاگر زخمی شدند.
در دور هفتم، آیرتون سنا در حالی که پیشتاز مسابقه بود، در پیچ تمبورلو از مسیر منحرف شد و با دیوار بتنی برخورد کرد. شدت ضربه منجر به وارد آمدن قطعه‌ای از سیستم تعلیق به سر سنا شد. او به بیمارستان منتقل شد اما بعدازظهر همان روز، مرگ او تأیید شد.
در ادامه مسابقه، میشل آلبورتو و اریک برنارد در پیت‌لاین دچار تصادف شدند و یک مکانیک از تیم فرتز آسیب دید. مسابقه با خودروی ایمنی ادامه یافت و در نهایت با پیروزی مایکل شوماخر به پایان رسید.

## نتایج تعیین خط
| رده | راننده       | تیم         | زمان     |
| --- | ------------ | ----------- | -------- |
| 1   | آیرتون سنا   | ویلیامز-رنو | ۱:۲۱٫۸۱۱ |
| 2   | مایکل شوماخر | بنتون-فورد  | ۱:۲۲٫۳۲۷ |
| 3   | گرهارد برگر  | فراری       | ۱:۲۳٫۰۰۴ |